# Kaat Cos
Kaat Cos (5 juni 2006) is een Belgisch volleybalster.

## Levensloop
Cos volgt les aan de Topsportschool Vilvoorde. Sinds 2022 is ze tevens aan de slag bij Asterix Avo Beveren.
Daarnaast is ze actief bij het Belgisch volleybalteam, waarmee ze onder meer deelnam aan de Europese vollebyalleague van 2023 en het Olympisch kwalificatietornooi van datzefde jaar.